# اشداون (آرکانزاس)
اشداون (آرکانزاس) (به انگلیسی: Ashdown, Arkansas) یک شهر در ایالات متحده آمریکا با جمعیت ۴٬۷۸۱ نفر است که در آرکانزاس واقع شده‌است.

## موقعیت جغرافیایی
موقعیت جغرافیایی شهرها و مناطق اطراف به شرح زیر است: